# Saison 1 de Chambres en ville
 (mars 2025).
Motif : L'article n'est qu'un "copier-coller" (copyvio)
- Archive Wikiwix
- Bing
- Cairn
- DuckDuckGo
- E. Universalis
- Gallica
- Google
- G. Books
- G. News
- G. Scholar
- Persée
- Qwant
- (zh) Baidu
- (ru) Yandex
- (wd) trouver des œuvres sur Wikidata

| 1. | Préciser le motif de la pose du bandeau. | Précisez le motif de la pose du bandeau en utilisant la syntaxe suivante : {{admissibilité à vérifier\|date=avril 2025\|motif=remplacez ce texte par le motif}}                                    |
| 2. | Informer les utilisateurs concernés.     | Pensez à avertir le créateur de l'article, par exemple, en insérant le code ci-dessous sur sa page de discussion : {{subst:avertissement admissibilité à vérifier\|Saison 1 de Chambres en ville}} |

 (mars 2025).
Chronologie
Saison 2
Cet article présente le guide des épisodes de la première saison de la série télévisée québécoise Chambres en ville, présentée en 1989.

## Épisodes

### Épisode 1:L'arrivée des pensionnaires
- Résumé : L'été s'éclipse... On prépare la rentrée au CEGEP. Louise accueille les nouveaux résidents de sa maison de chambres. Ils sont neuf étudiants, garçons et filles, à faire connaissance. Pour certains, la cohabitation, est une nouvelle expérience. Les premières étincelles de l'initiation éclatent. Les personnalités de chacun s'affirment. Les sexes s'affrontent. Des liens se nouent. Louise reçoit un appel : Pete est au poste de police et elle doit aller le chercher ! Lola arrive dans sa chambre et trouve les affaires de Vanessa ! Elle s'en va lui dire d'enlever ses affaires, mais Vanessa lui fait comprendre que c'est sa chambre. Annick partage sa chambre avec Lola mais la tension monte entre les deux. Geneviève qui attend son chum Éric craint de le perdre pour toujours. Heureusement, elle peut compter sur l'appui de son amie Alexandra.

### Épisode 2:Séance de photos pour Annick
- Résumé : Petit à petit, on perce le mystère de chacune des personnalités. Marc-André est désenchanté de sa rentrée au CEGEP. À son insu, Annick est convoitée par la gent mâle de l'autre palier. Pete propose une séance privée de photos à Annick. Une manœuvre qui révèle la vraie nature de Lola... et celle d'Annick! Qu'est-ce qui peut bien causer l'excès de déprime dont Geneviève souffre?

### Épisode 3:Lola passe à l'attaque
- Résumé : Geneviève pourra-t-elle accéder à ses ambitions sportives: les Olympiques? Étienne est étourdie par les déesses du premier palier. Pete doute des tendances sexuelles de Marc-André. Julien est confronté au problème de gangs à l'école. Le père d'Alexandra lui rend visite. Qui peut bien être le don juan d'Alexandra? Est-ce qu'Étienne succombera aux atours de Vanessa la vamp?

### Épisode 4:Julien joue du couteau
- Résumé : Julien se sent traqué! Fera-t-il appel aux armes blanches pour se défendre contre les leaders du gang des noirs de son école? Lola et Annick s'inquiète du sort de Geneviève. Elle doit prendre une décision cruciale dans les plus brefs délais. Jalouse comme une tigresse, Lola s'improvise fin stratège au détriment de Vanessa. Savamment inspirée, elle utilisera Cassie pour la piéger. De son côté, Louise tente péniblement de résonner un Pete plutôt rebel. La séance de photos est loin de passer inaperçue.

### Épisode 5:Solidarité féminine
- Résumé : Geneviève semble troublée, elle a une grave décision à prendre. Après être partie de la maison en coup de vent, Geneviève ne donne plus signe de vie aux filles. Folles d'inquiétudes, elle tente d'imaginer ce qui a pu arriver et songe même à avertir Louise. Julien a volé des couteaux pour se défendre contre un étudiant qui lui fait des menaces. Affolée, Louise souhaite prévenir la police mais Julien refuse net. Pete élabore donc un plan pour débarrasser Julien de l'indésirable étudiant. Julien risquera-t-il sa peau ou l'idée de Pete sera-t-elle géniale?

### Épisode 6:Les gars salivent
- Résumé : Geneviève se remet de son avortement avec difficulté, refusant de se lever et de se rendre aux cours. Bien que l'on ait laissé croire que Geneviève souffre de la grippe, Louise a tout deviné et ne tarde pas à réconforter la jeune fille avec force sagesse. Toutefois, Louise est déchirée par un conflit intérieur: doit-elle prévenir les parents de Geneviève ou garder le secret? Pete révèle à Marc-André que les photos pornographiques n'existent pas. Mais Annick est en colère contre Pete et trouve la blague très humiliante; elle exige qu'il rétablisse la vérité auprès de tous. Au CEGEP, Vanessa réalise que Cassie porte certains de ses effets. En furie, elle tente de lui arracher sa chemise et il en résulte une bagarre en bonne et due forme! De retour à la maison, Vanessa demande à Louise de mettre Cassie à la porte. Verra-t-elle son souhait se réaliser?

### Épisode 7:Passage mouvementé d'Alain
- Résumé : Louise organise une réunion. Les jeunes se demandent tous ce qu'elle veut leur dire; certains s'inquiètent. Étienne tente une réconciliation avec Alexandra. Celle-ci demeure distante. Déçu, Étienne fait part à Julien de ses craintes: reste-t-il un seul espoir de reconquérir le cœur de la jeune femme? Cassie s'évertue toujours à empoisonner la vie de Vanessa. Pour mieux attiser sa colère, elle fait du charme à Pete. Alain, un ex-chambreur, rend visite à Pete. Cachant à Louise qu'il n'a plus d'emploi et qu'il a des problèmes, Alain demande à son ami de l'héberger en secret. Pete accepte mais peut-être cette décision aura-t-elle de fâcheuses conséquences.

### Épisode 8:Cassie ne suit pas les plans
- Résumé : Malgré ses nombreux efforts pour plaire à Lola, Annick est constamment en proie aux remarques blessantes de la jeune fille. Mais cette fois, le vase déborde; Annick n'en peut plus et, refusant de faire des compromis, elle hausse singulièrement le ton. Marc-André a la malencontreuse idée de faire une blague à Annick alors que celle-ci est dans les mêmes dispositions d'esprit orageuse; la réaction d'Annick sera frappante! Cassie bloque volontairement un tiroir pour demander de l'aide à Pete et ainsi se retrouver seule avec lui. Vanessa les surprend ensemble et, en colère, menace d'aller voir Louise. Pete a tôt fait de l'en dissuader grâce à des arguments de poids. Pete souhaite revoir son ami Alain malgré Louise qui s'objecte, affirmant que ce dernier pourrait avoir une mauvaise influence. Intrigué, Pete exige des explications mais Louise refuse de révéler la vérité. Toutefois, Pete n'a pas dit son dernier mot.

### Épisode 9:Cassie s'incruste
- Résumé : Après s'être servi de Cassie pour assouvir sa soif de vengeance, Lola, toujours aussi jalouse, ne souhaite plus que son départ. Mais, Cassie qui a jeté son dévolu sur Pete, s'obstine à ne pas vouloir quitter les lieux. Geneviève élabore un plan dans le but de chasser l'indésirable pensionnaire. Pete, inquiet de son copain Alain, se met à sa recherche, mais en vain. Au cours de ses démarches infructueuses, il découvrira avec horreur l'univers des drogués. Bouleversé par ces scènes atroces, il fera part de son désarroi à Louise. Annick reçoit un ordre de la cours à se présenter devant les tribunaux. Il semble qu'elle devra témoigner contre son père. Cette prise de position va à l'encontre de ses désirs. Elle ne veut en aucun cas prendre de l'un plutôt que de l'autre.

### Épisode 10:Arrestation d'Alain
- Résumé : L'heure du départ a sonné. Geneviève fait ses adieux à tous les pensionnaires. Elle se rend en Colombie Britannique pour participer à une épreuve de ski. Pete et Lola assistent impuissants à l'arrestation de leur copain Alain. Étienne doit passer la fin de semaine en compagnie de Vanessa. Celle-ci lui fera-t-elle faux bond? Tourmentée par la jalousie, Alexandra parvient difficilement à réprimer sa colère. Annick est en proie à la peur. Pete tente de la rassurer.

### Épisode 11:Pete est inquiet
- Résumé : Geneviève est de retour. La jeune skieuse, qui a réussi à décrocher la médaille de bronze, reçoit les félicitations pour son éclatante performance. Annick apprend avec stupéfaction que son père a une maîtresse et qu'elle devra témoigner contre lui. Alexandra et Étienne osent enfin se parler franchement. Pete ignorait qu'Alain, auteur de vols à main armée, était recherché par la police. Louise est porteuse d'une mauvaise nouvelle. Alain aurait-il commis un geste de désespoir? Geneviève est parvenue à mettre son plan à exécution; Cassie, l'indésirable pensionnaire, n'a pas d'autre choix que de quitter les lieux.

### Épisode 12:La mort d'un ami
- Résumé : Le piano s'est tu. La tristesse a envahi les lieux. Qu'est-il arrivé à Alain? Annick fait part de ses inquiétudes à Geneviève. Le temps file et elle devra témoigner devant les tribunaux. La discussion entre Alexandra et Étienne a porté fruit. Les jeunes amoureux ont décidé de repartir à zéro. Lola réussit à remonter le moral des jeunes pensionnaires. L'atmosphère s'anime petit à petit. La vie reprend son cours. Lola prépare le souper, des plats mexicains qui ne sont pas aux goûts de tous.

### Épisode 13:Petit cadeau de Paris
- Résumé : De retour du palais de justice, Annick, bouleversée, se confie à Pete. Lola se montre insupportable envers elle. N'en pouvant plus d'être constamment la cible de remarques désobligeantes, Annick se rebelle et lui dit ses quatre vérités. Pete a reçu une lettre d'Alain. Encore troublé par la mort de son meilleur ami, Pete a néanmoins envie de se reprendre en main. Étienne a reçu une carte postale de ses parents. Vanessa s'empresse de raconter ses souvenirs de voyage à Louise mais celle-ci n'a pas vraiment le moral. Elle va même à offrir un petit cadeau à Pete; mais il n'en veut pas!

### Épisode 14:Anniversaire de Louise
- Résumé : Pete s'interroge sur son avenir. Regrettant d'avoir prononcé des mots blessants, Lola présente des excuses à Annick. Les jeunes pensionnaires profitent de l'absence de Louise pour décorer la maison de chambres. Ils ont décidé de lui organiser une fête surprise pour souligner son anniversaire. Louise appréciera-t-elle son cadeau de fête? Un cadeau plutôt surprenant!

### Épisode 15:On a gagné la coupe
- Résumé : Julien est amoureux, mais il n'ose pas faire les premiers pas. Malheureux, il se confie à Louise. Marc-André, membre de l'équipe de football du CEGEP, a réussi une performance des plus éblouissantes. Vanessa tente de séduire le héros du jour et l'attire dans ses griffes. Cassie réussit à rendre Lola jalouse. Tourmentée, Lola interroge Pete dans l'espoir de voir ses doutes se dissiper.

### Épisode 16:Quand les hommes vivront d'amour
- Résumé : La fête de Noël arrive à grands pas. Étienne est déçu. Ses parents ne lui ont pas donnés signe de vie. Alexandra invite Annick à venir célébrer Noël dans sa famille. Poursuivant son opération séduction, Vanessa offre un petit cadeau à Marc-André, qui en fait ne lui était pas destiné. Julien est fou de joie. Il vient de recevoir un coup de fil de Josiane, sa petite amie. Dans quelques heures, les pensionnaires de la maison de chambres participeront au spectacle mit sur pied par Louise. Mais avant place aux répétitions: Lola interprète la pièce 'Quand les hommes vivront d'amour'!

### Épisode 17:Oh, Caroline!
- Résumé : Caroline, la sœur de Pete, fait une entrée des plus remarquées à la pension. Offusquées de voir leurs chambres en désordre, Lola, Annick et Alexandra réagissent promptement. Alexandra réserve une surprise pour Étienne. Pete et Annick se courtisent et Caroline a tout vu. Elle dit à Pete qu'il pourrait trouver mieux. Alexandra recçoit la visite de son père. Par ailleurs, Lola réserve toute une surprise pour Louise! Que sera la réaction de cette dernière?

### Épisode 18:Les bulletins sont arrivés
- Résumé : Marc-André, Étienne et Julien viennent de recevoir leurs bulletins. Découragés, ceux-ci pensent abandonner leurs cours. Annick et Geneviève les secouent un peu. Ces derniers se prendront-ils en main? Pete, lui, change encore d'option. Il veut faire de la photo! Lola fait pleurer Vanessa. Pete intervient. Cette dernière repartira-t-elle pour Paris? Louise fait des remontrances à Lola. Josiane fait les premiers pas: elle téléphone à Julien. Toujours aussi timide, saura-t-il s'y prendre?

### Épisode 19:Rapprochement amoureux
- Résumé : Pete reçoit la visite de son père un peu éméché. La honte l'oppresse. Quelle sera l'issue de cette rencontre inattendue? Julien, timide, ne sait pas comment se comporter en présence de Josiane. Lola oblige Pete à choisir entre elle et Annick. Louise est sans nouvelles de Vanessa qui se trouve présentement à Paris. La maison de chambres comptera-t-elle un membre de plus?

### Épisode 20:Une future maman à la pension
- Résumé : Pete se sent attiré vers Annick, mais il est persuadé qu'il ne pourra jamais répondre à ses attentes. Josiane déclare ses véritables sentiments à Julien. Grâce au geste généreux de Marc-André, Pete pourra bientôt découvrir la ville de New-York. La maison compte désormais un nouveau membre: Marie, une jeune femme enceinte. Tous les pensionnaires sont heureux de faire sa connaissance.

### Épisode 21:Vanessa se fait une amie
- Résumé : Vanessa est de retour. Voulant aussitôt reprendre sa chambre, elle se montre impitoyable envers Marie. Outrée par un tel comportement, Louise laisse éclater sa colère. Marc-André voudrait se rapprocher de Geneviève, mais est-ce réciproque? Lola fait une proposition à Pete. Louise console Vanessa qui ne sait plus comment aimer.

### Épisode 22:Julien est humilié
- Résumé : Victime de préjugés raciaux, Julien parvient difficilement à maitriser sa colère. Le père de Josiane refuse qu'elle fréquente un Noir. Une vive discussion éclate entre Étienne et Alexandra. Leur relation semble sans issue. Alexandra serait-elle amoureuse de M. Lemieux?  Étienne se rend au chevet de son père.

### Épisode 23:Visite du futur papa
- Résumé : Le père d'Étienne est hors de danger. Alexandra serait-elle amoureuse de son professeur? Louise a offert gentiment sa chambre à Marie et son copain Denis. Vanessa ne peut cacher sa surprise en apercevant Denis Lapierre, un nom qui lui est bien familier... Louise craint que Lola n'ait commis de petits vols à l'étalage.

### Épisode 24:Lola prend le dessus
- Résumé : À son insu, Geneviève et Marc-André inscrivent Pete à un concours de photos. Pete met Denis en garde contre Vanessa. Peut-elle garder un secret? Geneviève repousse Marc-André. Ses sentiments semblent confus. Lola tente de lui ouvrir les yeux. Pete accepte d'aller au cinéma en compagnie d'Annick. Tourmentée par la jalousie, Lola se montre intransigeante.

### Épisode 25:Annick reprend l'avance
- Résumé : Marc-André se montre persévérant. Parviendra-t-il à conquérir le cœur de Geneviève? Toujours aussi jalouse, Lola laisse exploser sa colère lorsqu'elle apprend que Pete est allé au cinéma avec Annick. Vanessa a décidé de se taire et de ne pas dévoiler la vérité à Marie. Julien et Josiane semblent pessimistes; leur histoire est-elle sans issue?

### Épisode 26:Œuf et confiture au déjeuner
- Résumé : Geneviève tente d'ouvrir les yeux d'Alexandra. Bien que M. Lemieux soit un excellent professeur, Geneviève est convaincue qu'il ne s'intéresse pas à son amie. Victimes de harcèlement, Vanessa et Alexandra songeraient-elles à dévoiler le nom des étudiants dans le journal de l'école? La rivalité opposant Annick à Lola existe toujours. Le cœur serré, Julien et Josiane sont contraints de prendre une importante décision. Heureux comme un roi, Pete fait part de ses états d'âme à Louise.

### Épisode 27:Gagnant ou pas?
- Résumé : Marc-André intercepte une lettre destinée à Pete. Ne sachant trop s'il doit l'ouvrir ou la remettre à son destinataire, il demande conseil à Louise. Pete aurait-il gagné le concours de photos? Face aux remarques méchantes de Lola, Annick parviendra-t-elle à garder son sang-froid? Julien compte les jours. Il n'a pas revu Josiane. Caroline fait la morale à son grand frère.

### Épisode 28:Un téléphone anonyme
- Résumé : Lola s'acharne à vouloir reconquérir le cœur de Pete. Louise ne sait trop que penser : le père d'Annick vient tout juste de lui téléphoner. L'accusant de fermer les yeux sur certains faits et gestes, il exige que sa fille quitte immédiatement les lieux. Ses accusations sont-elles fondées ? Qui souhaite ardemment le départ d'Annick ? Lola a commis de petits vols à l'étalage. Annick menace de tout dévoiler à Louise. Vanessa se demande pourquoi Alexandra vit toujours des amours impossibles.

### Épisode 29:Lola au banc des accusés
- Résumé : Louise apprend qu'une jeune fille a téléphoné aux parents d'Annick pour dénoncer les faits et gestes de certains pensionnaires. Alexandra a renoncé à M. Lemieux. Annick révèle l'identité de l'auteur du coup de fil. Aidée de Pete, Louise fouille la chambre de Lola et découvre les vêtements volés. L'heure est aux aveux. Lola ne pourra échapper aux foudres de Louise.

### Épisode 30:L'arrivée du bébé!
- Résumé : Tour à tour, les pensionnaires remettent à Louise les cadeaux qu'ils ont reçus de Lola. Cette dernière se sent cruellement humiliée. L'atmosphère est fébrile. Marie est sur le point d'accoucher. Alexandra et Geneviève s'empressent de préparer sa valise. Pete tente désespérément de joindre Denis. Heureux et nerveux à la fois, tous ont décidé de se rendre à l'hôpital.

### Épisode 31:Ça sent les vacances
- Résumé : L'heure est aux adieux. Marie et Denis quittent, non sans regrets, la pension. Geneviève et Marc-André pourront, tel que souhaité, passer l'été ensemble. Étienne est de retour. Il invite Alexandra à l'accompagner à Paris. À la demande de Louise, Lola fait des excuses à Annick. Elle ne renoncera toutefois jamais à Pete.

### Épisode 32:Départ pour l'été
- Résumé : Chacun élabore ses projets pour la saison estivale. Louise ira au Club Med, Vanessa en Californie puis à St-Paul-de-Vence. Alexandra et Étienne, quant à eux, feront un séjour dans la ville lumière. Pete a le cœur vagabond. Aimerais-t-il deux filles à la fois? Tour à tour les jeunes quittent la pension.